# Jamajczycy
Jamajczycy – naród pochodzenia głównie afrykańskiego, w mniejszym stopniu europejskiego czy indyjskiego. Językiem większości z nich jest jamajski dialekt angielskiego.
Jamajczycy zamieszkują głównie Jamajkę. Poza ojczyzną żyją w USA (Nowy Jork) oraz w Anglii. Głównym wyznaniem jest protestantyzm.
Pierwotnie, od ok. 650 roku n.e., Jamajka zamieszkiwana była przez Indian Arawaków, jednak zostali oni wyniszczeni z powodu wykorzystania niewolniczego, chorób i bezpośredniej eksterminacji po odkryciu Ameryki przez Europejczyków. Do pracy niewolniczej już od 1513 roku przywożono na wyspę także mieszkańców Afryki. W 1655 roku nie było już na Jamajce rdzennych mieszkańców. Po zniesieniu niewolnictwa w 1834 roku na wyspę migrowali do pracy Indianie z innych obszarów Ameryki Środkowej i Południowej (do 1917 przybyło ich ok. 30 tysięcy). W drugiej połowie XIX wieku na wyspę przybyli też Azjaci (w latach 1860–1893 ok. 5 tysięcy).